# Cantone di Le Malzieu-Ville
Il Cantone di Le Malzieu-Ville era una divisione amministrativa dell'arrondissement di Mende.
È stato soppresso a seguito della riforma complessiva dei cantoni del 2014, che è entrata in vigore con le elezioni dipartimentali del 2015.
Comprendeva i comuni di:
- Chaulhac
- Julianges
- Le Malzieu-Forain
- Le Malzieu-Ville
- Paulhac-en-Margeride
- Prunières
- Saint-Léger-du-Malzieu
- Saint-Pierre-le-Vieux
- Saint-Privat-du-Fau